# Dyskografia Eazy’ego-E
Dyskografia Eazy’ego-E (1963–1995) amerykańskiego rapera byłego członka N.W.A i pioniera gangsta rapu obejmuje pięć albumów studyjnych, dwie kompilacje, osiem singli i dwa albumy wydane pośmiertnie.

## Albumy studyjne
| Rok  | Tytuł | Notowanie | Notowanie | Certyfikat        |
| Rok  | Tytuł | USA 200   | USA R&B   | Certyfikat        |
| ---- | --- | --------- | --------- | ----------------- |
| 1988 | Eazy-Duz-It - Wydany: 16 września 1988 - Wytwórnia: Ruthless/Priority Records                             | 41        | 12        | - USA: 2x platyna |
| 1992 | 5150: Home 4 tha Sick - Wydany: 28 grudnia 1992 - Wytwórnia: Ruthless/Priority                            | 70        | 15        | - USA: złoto      |
| 1993 | It’s On (Dr. Dre) 187um Killa - Wydany: 5 listopada 1993 - Wytwórnia: Ruthless/Relativity Records         | 5         | 1         | - USA: 2x platyna |
| 1995 | Str8 Off tha Streetz of Muthaphukkin Compton - Wydany: 24 listopada 1995 - Wytwórnia: Ruthless/Relativity | 3         | 1         | - USA: platyna    |
| 2002 | Impact of a Legend - Wydany: 26 marca 2002 - Wytwórnia: Ruthless/Priority                                 | 113       | 14        | - USA: złoto      |

## Albumy tribute
| Rok  | Tytuł                                                                                    | Notowania | Notowania | Certyfikat |
| Rok  | Tytuł                                                                                    | USA 200   | USA R&B   | Certyfikat |
| ---- | ---------------------------------------------------------------------------------------- | --------- | --------- | ---------- |
| 1995 | In Loving Memory - Wydany: 8 września 2006 - Wytwórnia: Ruthless/Epic Records            | —         | —         |            |
| 2007 | Straight Outta Compton (20th Anniversary) - Wydany: 4 grudnia 2007 - Wytwórnia: Priority | —         | —         |            |

## Kompilacje
| Rok  | Tytuł                                                                | Notowania | Notowania | Certyfikat   |
| Rok  | Tytuł                                                                | USA 200   | USA R&B   | Certyfikat   |
| ---- | -------------------------------------------------------------------- | --------- | --------- | ------------ |
| 1995 | Eternal E - Wydany: 28 listopada 1995 - Wytwórnia: Ruthless/Priority | 84        | 19        | - USA: złoto |
| 2007 | Featuring... Eazy-E - Wydany: 4 grudnia 2007 - Wytwórnia: Priority   | —         | —         |              |

## Single
| Rok  | Singel                                                  | Notowanie   | Notowanie | Notowanie | Notowanie | Album                                        |
| Rok  | Singel                                                  | USA Hot 100 | USA R&B   | USA Rap   | UK Charts | Album                                        |
| ---- | ------------------------------------------------------- | ----------- | --------- | --------- | --------- | -------------------------------------------- |
| 1986 | "Boyz-n-the-Hood"                                       | —           | —         | —         | —         | N.W.A. and the Posse                         |
| 1988 | "Eazy-Er Said Than Dunn"                                | —           | 84        | —         | —         | Eazy-Duz-It                                  |
| 1989 | "Eazy-Duz-It"                                           | —           | —         | —         | —         | Eazy-Duz-It                                  |
| 1989 | "We Want Eazy" (gośc. Dr. Dre, MC Ren)                  | —           | 3         | 7         | —         | Eazy-Duz-It                                  |
| 1994 | "Real Muthaphuckkin G’s" (gośc. Dresta, B.G. Knocc Out) | 42          | 31        | 2         | —         | It’s On (Dr. Dre) 187um Killa                |
| 1994 | "Any Last Werdz" (gośc. Kokane, Cold 187um)             | —           | 69        | 5         | —         | It’s On (Dr. Dre) 187um Killa                |
| 1994 | "Luv 4 Dem Gangsta'z"                                   | —           | —         | 26        | 63        | Gliniarz z Beverly Hills III                 |
| 1995 | "Just tah Let U Know"                                   | 45          | 30        | 4         | —         | Str8 Off tha Streetz of Muthaphukkin Compton |